# 朝鲜苍术
朝鲜苍朮（学名：[Atractylodes coreana] 错误：{{Lang}}：文本有斜体标记（帮助））为菊科苍术属的植物。分布在朝鲜以及中国大陆的山东、辽宁等地，生长于海拔200米至700米的地区，一般生长在林下灌丛中、山坡灌丛中及干燥山坡，目前尚未由人工引种栽培。